# Bradystichus
Bradystichus là một chi nhện trong họ Pisauridae.